# DT-14
Der DT-14 (russisch ДТ-14) ist ein sowjetischer Traktor, der ab 1955 im Charkowski Traktorny Sawod (kurz ChTS beziehungsweise ХТЗ) gefertigt wurde. Die Bezeichnung steht für Dieseltraktor mit 14 PS.

## Fahrzeuggeschichte

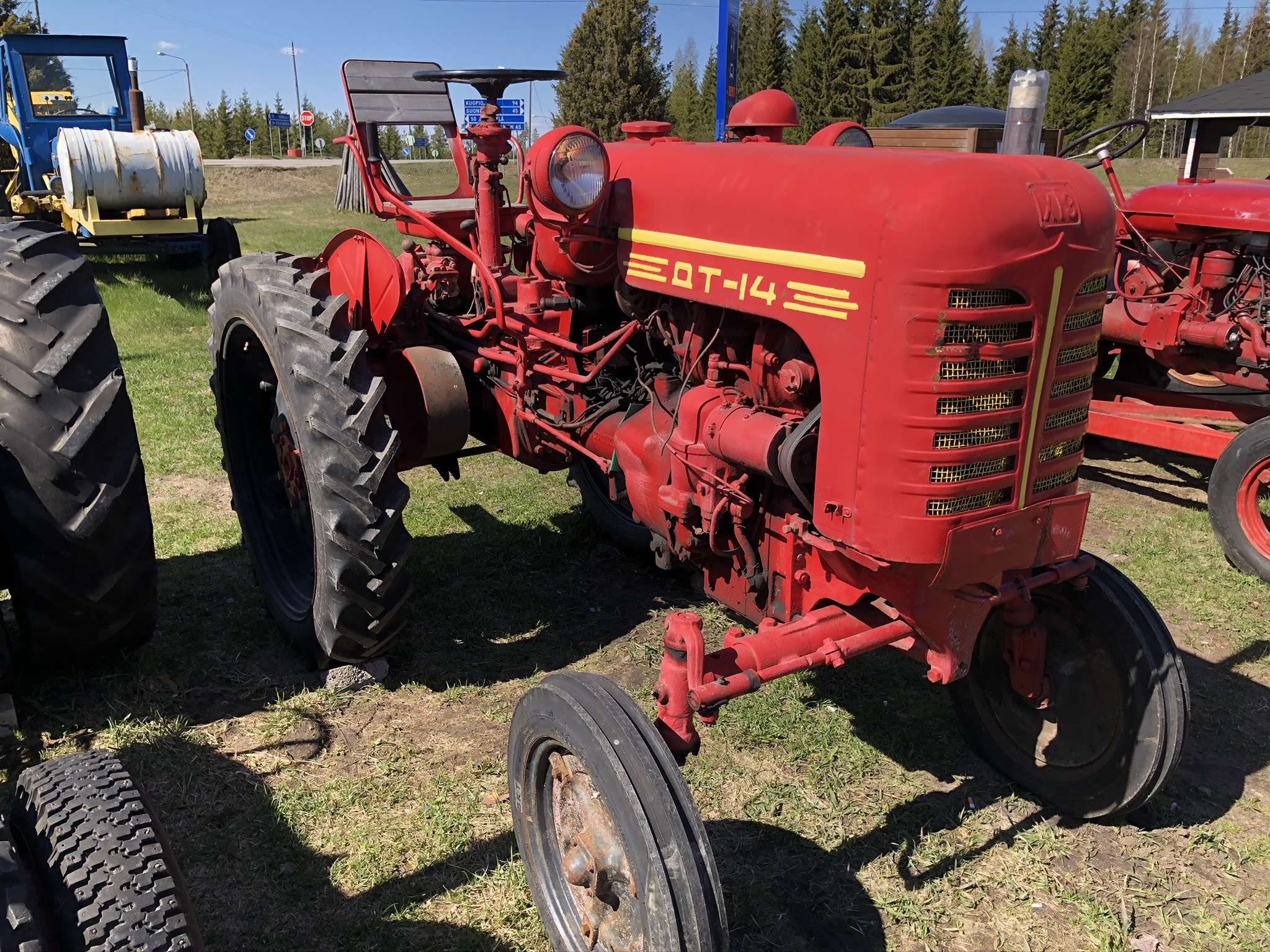
Restaurierter DT-14 in Finnland (2020)

Die Produktion des DT-14 begann 1955, wobei im Gegenzug die Produktion des Vorgängers ChTS-7 eingestellt wurde. Wesentlicher Unterschied war, dass nun nicht mehr ein Zweizylinder-Ottomotor verbaut wurde, sondern ein Einzylinder-Dieselmotor mit höherer Leistung. Um ihn auch bei niedrigen Temperaturen starten zu können, wurde der Motor mit Benzin gestartet und anschließend auf Dieselbetrieb umgeschaltet. Außerdem wurde das verwendete Getriebe geändert.
Im Mai 1957 wurde eine neue Version des Traktors in die Produktion genommen. Der DT-14A hatte nun einen elektrischen Anlasser, wurde aber nach wie vor noch mit Benzin gestartet. Ab September des gleichen Jahres wurde mit dem DT-14B eine Variante gebaut die einen Elektrostarter besitzt und sofort mit Diesel angelassen wird. Um den Startvorgang zu erleichtern wurde der Zylinderkopf neu konstruiert. Es wurde ein Dekompressionshebel verbaut, der beim Starten betätigt wird und verhindert, dass die für den Dieselmotor typische hohe Verdichtung aufgebaut wird. So ist der Anlasser entlastet. Dreht der Anlasser den Motor mit ausreichend großer Geschwindigkeit durch, wird der Hebel losgelassen und der Motor springt an.
Die Produktion des DT-14 wurde 1959 eingestellt. Bereits seit 1958 war der Nachfolger DT-20 parallel gebaut worden, der noch bis 1969 in größeren Stückzahlen gefertigt wurde.

## Technische Daten
Die nachfolgenden Daten beziehen sich auf das Modell DT-14. Einzelne Werte schwanken je nach Quelle leicht.
- Motor: Einzylinder-Viertakt-Dieselmotor
- Leistung: 14 bis 20 PS (10,3 bis 14,7 kW), je nach Umdrehungszahl
- Zughakenleistung: 10 PS (7,35 kW)
- Getriebe: handgeschaltetes Getriebe mit vier Vorwärts- und vier Rückwärtsgängen
- Höchstgeschwindigkeit (vorwärts wie rückwärts):
  - erster Gang: 5,03 km/h
  - zweiter Gang: 6,52 km/h
  - dritter Gang: 8,22 km/h
  - vierter Gang: 15,7 km/h (17,65 km/h ausschließlich auf der Straße)
- Trockengewicht: 1460 kg
- Gewicht einsatzbereit: 1583 kg
- Achslast vorne: 583 kg
- Achslast hinten: 1000 kg
- Spurweite verstellbar von 1000 bis 1500 mm in 50-mm-Schritten
- Bodenfreiheit: 308 bis 515 mm
- ausgestattet mit hydraulischer Anlage und Dreipunktaufhängung hinten
- Antriebsformel: 4×2